# Hoplophthiracarus bengalensis
Hoplophthiracarus bengalensis är en kvalsterart som beskrevs av Pranabes Sanyal 1992. Hoplophthiracarus bengalensis ingår i släktet Hoplophthiracarus och familjen Phthiracaridae. Inga underarter finns listade i Catalogue of Life.